# Hyperolius viridiflavus
Hyperolius viridiflavus é uma espécie de anfíbio da família Hyperoliidae. É nativa do Burundi, da República Democrática do Congo, da Etiópia, do Quênia, de Ruanda, Sudão, Sudão do Sul, Tanzânia e Uganda. Normalmente é encontrada em vegetações próximas a corpos d'água, já que depositam seus ovos diretamente na água. Também pode ser encontrada em áreas mais urbanizadas.
Estudos demonstram que essa espécie é na verdade um complexo específico, podendo ser dividida em 10 espécies diferentes, algo descoberto a partir de estudos no ADN mitocondrial. Porém, as divisões ainda não ocorreram oficialmente e a espécie é dividida apenas em 45 subespécies.
Um fato curioso desta espécie é a sua capacidade de mudar de sexo quando adultos, com as fêmeas virando machos, ocorrendo quando há poucos machos na população. Isso acontece de maneira espontânea e natural, não precisando que haja influências externas, como temperatura e concentração de hormônios, e ainda são capazes de gerar descendentes. Isso ocorre devido a espécie ser protogínica. É a única espécie conhecida de tetrápode capaz de fazer isso de forma natural.